# Cloniophorus mechowi aurifer
Cloniophorus mechowi aurifer es una subespecie de escarabajo longicornio del género Cloniophorus, tribu Callichromatini, subfamilia Cerambycinae. Fue descrita científicamente por Jordan en 1894.

## Descripción
Mide 12-20 milímetros de longitud.

## Distribución
Se distribuye por Camerún, Gabón, República Democrática del Congo y República del Congo.